# Heart to Heart (serie televisiva)
Heart to Heart (하트 투 하트?, Hateu tu hateuLR) è una serie televisiva sudcoreana del 2015.

## Trama
Cha Hong-do è una donna affetta da disturbo d'ansia sociale, malattia che l'ha costretta anche a interrompere i propri studi; Go Yi-seok è invece uno psicologo di successo, ma che in realtà soffre di complessi d'inferiorità, e decide di aiutare la ragazza. Yi-seok è sempre stata innamorata dell'investigatore Jang Doo-soo, ma non è mai riuscita a dichiararsi apertamente.